# Dolbina curvata
Dolbina curvata är en fjärilsart som beskrevs av Matsumura 1921. Dolbina curvata ingår i släktet Dolbina och familjen svärmare. Inga underarter finns listade i Catalogue of Life.